# 艾爾斯特
艾爾斯特是荷蘭的城鎮，位於該國北部斯內克西南3公里，由菲士蘭省負責管轄，2009年人口3,219，是該省第四大城市，次於斯塔福倫、欣德洛彭和哈靈根。
53°01′N 5°37′E / 53.017°N 5.617°E